# El Agente 00-P2
El Agente 00-P2 es una película de animación mexicana de comedia, acción y espionaje de 2009 dirigida por Andrés Couturier y producida por Ánima Estudios. Es el tercer largometraje de Ánima Estudios, así como el primer filme animado mexicano protagonizado por animales antropomórficos desde la cinta mexicana-española de 1984 Katy, la oruga. El elenco principal está integrado por Jaime Camil, Silvia Pinal, Dulce María, Luis Alfonso Mendoza, Rogelio Guerra, Mario Castañeda, José Lavat y Raúl Anaya.
La película sigue a un guacamayo conserje (Camil) y a una anciana tortuga (Mendoza) quienes, producto de una confusión en los expedientes de misiones asignados por la agencia secreta para la que laboran, emprenden una arriesgada e importante misión de espionaje para detener los planes de un oso polar hembra (Pinal) que, a través de su misteriosa organización, pretende ocasionar una extinción gélida a nivel mundial. Asimismo, ambos deben escoltar a una importante científica de renombre (María), quien se ve involucrada en los planes de la osa.
El Agente 00-P2 se estrenó en la Ciudad de México el 7 de febrero de 2009 en un complejo de salas ubicado en Paseo de la Reforma, y se estrenó comercialmente en México el 13 de febrero bajo la distribución de Videocine.

## Sinopsis
Tambo Macaw (Jaime Camil), un guacamayo con exceso de peso que trabaja como conserje en la Central de Inteligencia Animal (CIA), sueña con convertirse en un agente secreto. La oportunidad se le presenta cuando se le asigna, por error, la misión más importante en la historia de la agencia: detener los planes malignos de Mamá Osa (Silvia Pinal) y su malvada organización. Tambo es ayudado por el camaleón espía Gino Tutifrutti (Mario Castañeda) y el viejo Jacinto Tortuga (Luis Alfonso Mendoza), quien está a cargo del "avanzado" laboratorio de tecnología de la agencia y es uno de los pocos amigos de Tambo. Esta extraña pareja vivirá una aventura fresca y cada vez más alocada que los llevará a lugares lejanos donde se enfrentarán a enemigos extraños y peligrosos. Nuestros héroes tendrán que usar sus limitados recursos -en el caso de Tambo, su limitada inteligencia- para salvar al mundo de una gélida extinción.

## Reparto
- Jaime Camil como Tambo Macaw, un guacamayo que labora como conserje de la Central de Inteligencia Animal.
- Silvia Pinal como Mamá Osa, una oso polar y antagonista principal de la película.
  - Ana Paula Fogarty como Anya Frappé o Niña Mamá Osa.
- Dulce María como Molly Cocatu, una hembra guacamayo que es científica.
- Luis Alfonso Mendoza como Jacinto Tortuga, una tortuga macho que trabaja en el laboratorio de tecnología avanzada de la Central de Inteligencia Animal, y es mejor amigo de Tambo, a quien acompaña en su misión de escoltar a Molly. Jacinto, es además un historietista, creador del cómic Las aventuras del Agente Pimienta, del que Tambo es un fan acérrimo.
- Mario Castañeda como Gino Tutifrutti, un camaleón que es agente secreto de la Central de Inteligencia Animal.
- Rogelio Guerra como Jefe Lipo, un hipopótamo que funge como jefe de la Central de Inteligencia Animal.
- José Lavat como Yunque, un buey e interés amoroso de Mamá Osa.
- Raúl Anaya como Panzer, un cocodrilo que está obsesionado con ser un héroe.
- Queta Leonel como Yulia Frappé, un oso polar hembra que es madre de Mamá Osa.
- Luis Alfonso Padilla como Boris Frappé, un oso polar que es padre de Mamá Osa.
- Andrés Couturier como Lirio, un hipopótamo hembra que es sobrina del Jefe Lipo.
- Álvaro Fogarty como Dimitri, un cachorro de oso polar que fue adoptado por Mamá Osa.

## Música
La música original fue compuesta por Alejandro de Icaza y Gerardo Celada del Castillo.

### Banda sonora
La película presenta dos sencillos musicales exitosos en su banda sonora: «One Way or Another», interpretado por Blondie, y «Summer Fun», interpretado por The Barracudas.

## Recepción

### Comercial
El Agente 00-P2 recaudó 4,443,539 MXN (347.138 dólares USD) en su primer fin de semana, y recaudó un total de 19,444,465 dólar MXN durante su temporada en el cine.